# Formula Beat
Formula Beat（フォーミュラ・ビート）は、1993年に創設された日本独自のジュニア・フォーミュラの一つである。略称はF-Be。旧称はフォーミュラ4選手権（F4選手権）。FIA-F4が日本に導入されてからは、日本自動車連盟 (JAF) の地方選手権として、JAF-F4と表記される場合がある。
運営はエンジンチューナー・レーシングカーコンストラクター及びサーキット等の代表者で構成される「株式会社日本F4協会」のF-Be事務局が行っている。

## 概要
創設当初の名称は「フォーミュラJJ地方選手権（FJJ）」。モータースポーツブームが起きた1980年代末、全日本F3選手権のレベルが上昇し参戦コストが高騰。入門フォーミュラのFJ1600から、ミドル・フォーミュラのF3へのステップアップが困難になっていたため、両カテゴリの間を埋める役割が期待された。1990年にはフォーミュラ・トヨタとフォーミュラ・ミラージュという同様の趣旨をもつメーカー主導のシリーズがスタートしていたが、F4は車輛選択の自由度があるマルチメイクをモットーにしている。
初期は移動経費を軽減するため、サーキットや地域ごとに分散して4～5のシリーズが開催されていた。2001年より「関東シリーズ」と「関西シリーズ」の2ブロックとなり、2004年に「東日本シリーズ」と「西日本シリーズ」に改称して続いてきたが、2019年より1シリーズに統合された。
出身の有名選手には道上龍・荒聖治・塚越広大・関口雄飛・平川亮・山下健太・牧野任祐・福住仁嶺・角田裕毅らがいる。
2023年、シリーズ名称を現行の「Formula Beat」に変更した。2021年よりシリーズアドバイザーを務める土屋武士によれば「FIA F4との混同を防ぐ」とともに「クルマを作り、メンテナンスする職人を広く育てる場所」として広く一般にアピールすることが狙い。なおシリーズ内容には変更はない。

### 運営改革
近年は、F4においても参戦コストの高騰や支援企業の減少等によりエントラントは減少傾向にあり、2000年代後半にはシリーズ全戦に参戦する台数が10台を割っていた。FJ1600及びF4のエントラントを支援するジャパン・スカラシップ・システム (JSS) は、2006年より「F4日本一決定戦」と題し、FJ1600と同様に優勝者にF3などへのステップアップチャンスを与えるシステムを導入するなどの改革を行ったものの、2006年より発足したほぼ同格のカテゴリーであるフォーミュラチャレンジ・ジャパン（FCJ：トヨタ・日産・ホンダの自動車メーカー3社が支援）に近年エントラントの人気が集まったことなどから、参戦台数の減少が続いた。
これに対し前述したように、2010年よりエンジン排気量の拡大・新しいマシン規定など、カテゴリ発足以来の大規模なレギュレーション変更が行われた結果、参戦台数は増加する傾向を見せており、今のところはレギュレーション変更が成功したといえる。
さらに2013年限りでFCJがシリーズを終了。これに伴い2014年からはトヨタ・ホンダの両メーカーがF4にて若手ドライバー育成活動を行う方針を明らかにしており、カテゴリーの重要性は高まりつつある。

## マシン
エンジンは、現在は排気量が最大2,000ccの量産L4エンジンを改造したもので、価格はレギュレーションで最高220万円（2011年より）とされている。
シリーズ発足から2009年までは排気量の上限は1,850ccだった。当初はトヨタ、マツダ及び日産のエンジン等も使われていたが、後にパフォーマンスや入手性から戸田レーシング製のホンダ・B18Cエンジンの事実上ワンメイクになった。このエンジンもベースエンジンの入手が困難になったため、2010年からエンジン排気量の上限を2,000ccに拡大。2,000ccエンジンについては、戸田レーシングがホンダのK20A、トムスがトヨタの3ZRをベースとしたエンジンを供給している。2012年現在はこれに加え日産・SR20やホンダ・B20C、さらに従来のホンダ・B18Cを独自にボアアップしたエンジンも使用されている。
レギュレーション上は従来の1,850ccエンジンと2,000ccエンジンの混走が認められており、性能の均衡化を図るべく、2,000ccエンジンについてはリストリクターによる出力制限が設けられている。規定改正後暫くの間は実際に混走状態が続いていたが、2012年のF4コンストラクター日本一決定戦では全車が2,000ccエンジンを搭載し、移行がほぼ完了した。
シャシーも価格がレギュレーションで最高680万円（2011年より）とされ、かつては東京R&D製なども存在したが、後にウエストレーシングカーズの事実上のワンメイクになった。2010年よりカーボンコンポジットモノコックの使用が認められたため、日本自動車レース工業会（JMIA）がF4への積極参入を図る姿勢を表明し、新型シャシーが東京R&D・ムーンクラフト・ZAP SPEEDなど複数のコンストラクターから発売された。なお従来マシンの使用も引き続き可能だが、最低重量が変更されたためその分の調整が必要である。また後述するように、2014年からは旧フォーミュラチャレンジ・ジャパン (FCJ) のマシンも参戦している。
2018年からは、FIA-F4の発足に対抗する目的でシングルスロットルエンジンの利用が認められ、フォーミュラ・ルノー用エンジンでの参戦が可能になった。なおシングルスロットルエンジンについては、リストリクターによる吸気制限は受けないが、尾川自動車製ECUによる最高出力制限（約180馬力）を受ける。また、シャシーについてもフォーミュラ・ルノーのモノコックをベースとした車両の参戦が認められるようになった（フォーミュラ・ルノー用車両そのままでの参戦は不可）。その結果、2021年時点ではJAFに登録されているエンジンだけで15種類を数えるようになっている。2024年からは、前年までFIA F4で使用されていた童夢・F110での参戦も認められる（ただしレギュレーションが異なる部分に対応した改修が必要）。
タイヤはワンメイクで、シリーズ発足から2011年まではADVAN（横浜ゴム）が指定されていたが、2012年よりダンロップ（住友ゴム工業）に変更になった。

## クラス分け
F4では2012年より、使用するマシン種別や年齢等に応じて、総合チャンピオンとは別に以下の3つのクラスを設けている。2014年に「FCクラス」が新設されたことで、クラスは全4クラスとなった。
Aクラス
アルミニウムを主要構造体とするマシンによるクラス。
Cクラス
カーボンコンポジットモノコックを主要構造体とするマシンによるクラス。
ジェントルマンクラス
満40歳以上かつ自らF4協会に登録を行ったドライバーを対象としたクラス。本クラスのみ東西シリーズを通算した成績で表彰する。
FCクラス
2014年新設。旧FCJ用のシャシーをF4用にモディファイしたマシンを使用する。なお本クラスは選手権ポイントの対象外となるほか、性能調整が行われている関係で本来のF4用マシンよりも1周2秒程度遅い。

## 国土交通大臣杯
国内でも数少ない、日本国内の複数のシャシーコンストラクターが鎬を削るカテゴリーであるという点から、2010年よりF4に「国土交通大臣賞」が設定され、東西シリーズ及び日本一決定戦を通じて最も優勝回数の多いシャシーを製造したメーカーに国土交通大臣杯が授与されることになった。過去の結果は以下の通り。
- 2010年：ZAP SPEED（F108）
- 2011年：B-MAX（RK-01）
- 2012年：B-MAX（RK-01）
- 2013年：ZAP SPEED（F108）